# Nationale vlaglied
Het Nationale vlaglied is het tweede volkslied van de Republiek China. Het wordt gezongen op de Olympische Spelen en is minder partijdig dan het Lied der drie principes van het volk, dat als belangrijkste volkslied van de Chinese republiek geldt. Het Nationale vlaglied wordt gezongen in Standaardmandarijn en is geschreven in wenyanwen door Tai Chi-tao. De muziek is gecomponeerd door Huang Zi.  

## De tekst van het lied, intraditioneel Chinees
山川壯麗 ， 物產豐隆 ，
炎黃世冑 ， 東亞稱雄；
毋自暴自棄 ， 毋故步自封 ，
光我民族 ， 促進大同。
創業維艱 ， 緬懷諸先烈 ，
守成不易 ， 莫徒務近功。
同心同德 ， 貫徹始終 ， 青天白日滿地紅；
同心同德 ， 貫徹始終 ， 青天白日滿地紅！

## De tekst van het lied, invereenvoudigd Chinees
山川壮丽 ， 物产豐隆 ，
炎黄世胄 ， 东亚称雄；
毋自暴自弃 ， 毋故步自封 ，
光我民族 ， 促进大同。
创业维艰 ， 缅怀诸先烈 ，
守成不易 ， 莫徒务近功。
同心同德 ， 贯彻始终 ， 青天白日满地红；
同心同德 ， 贯彻始终 ， 青天白日满地红！

## De tekst van het lied, inHanyu Pinyin
shān chuān zhuàng lì, wù chǎn fēng lóng,
yán huáng shì zhòu, dōng yà chēng xióng.
wú zì bào zì qì, wú gù bù zì fēng,
guāng wǒ mín zú, cù jìn dà tóng.
chuàng yè wéi jiān, miǎn huái zhū xiān liè,
shǒu chéng bù yì, mò tú wù jìn gōng.
tóng xīn tóng dé, guàn chè shǐ zhōng, qīng tiān bái rì mǎn dì hóng;
tóng xīn tóng dé, guàn chè shǐ zhōng, qīng tiān bái rì mǎn dì hóng!

## Vertaling
De bergen en rivieren zijn zo mooi, het land is zo vruchtbaar
Nakomelingen van Yandi and Huangdi, zo heroïsch van Oost-Azië!
Mist uzelf niet!  Weest niet terughoudend!
Maakt ons vaderland glorieus en vredevol in de wereld!
De staat maken is moeilijk, dus vergeet onze makers ervan niet!
De staat handhaven is ook moeilijk, dus weest niet kortzichtig!
Met 1 hart, 1 geest, gaan wij op ons doel af!
Schone blauwe lucht, witte zon en de volle rode aarde!